# Chasmodes
Chasmodes es un género de peces de la familia de los blénidos en el orden de los Perciformes.

## Especies
Existen las siguientes especies en este género:
- Chasmodes bosquianus (Lacepède, 1800)
- Chasmodes longimaxilla (Williams, 1983)
- Chasmodes saburrae (Jordan & Gilbert, 1882)